# Antiochiai görög pátriárkák listája
Az alábbi lista az antiochiai ortodox egyház legfőbb méltóságának viselőit, az antiochiai pátriárkákat tartalmazza. Az első antiochiai püspök a hagyomány szerint Szent Péter apostol volt az 1. században. Az 5.–6. századtól – a hitviták eredményeként – a kettészakadt a patriarchátus egy szír és egy görög részre. Itt a mai napig létező görög pátriárkátus viselői vannak bemutatva.
A nevek görögös  – illetve, ha van ilyen, magyaros – alakban szerepelnek.

## 500–1000
| N                     | Antiochiai pátriárka              | Hivatali idő                   | Megjegyzés                                   |
| --------------------- | --------------------------------- | ------------------------------ | -------------------------------------------- |
| 51.                   | Pál (Paulosz)                     | 518 – †521 tavasza             | Az 50. pátriárka, Szeverosz ellenében.       |
| 52.                   | Euphrasziosz                      | 521 – †526. május 25.          |                                              |
| 53.                   | SZENT Efrém                       | 526 – †545. március 7.         |                                              |
| 54.                   | III. Domnosz                      | 545 – †561                     |                                              |
| 55.                   | SZENT I. Anasztáz (Anasztáziosz)  | 561 – 571, ld. alább           |                                              |
| 56.                   | I. Gergely (Grégóriosz, *525 k.)  | 571 – †593. március 25.        |                                              |
| 55.                   | SZENT I. Anasztáz (2x)            | 593 – †599. április 21.        |                                              |
| 57.                   | SZENT II. Anasztáz (Anasztáziosz) | 599 – †609. április 20.        |                                              |
| 58.                   | II. Gergely (Grégóriosz)          | 610 – †620                     |                                              |
| 59.                   | III. Anasztáz (Anasztáziosz)      | 620 – †628                     |                                              |
| 60.                   | Makedóniosz                       | 628 – †640                     |                                              |
| 61.                   | I. György (Geórgiosz)             | 640 – †656                     |                                              |
| 62.                   | I. Makariosz                      | 656 – 681, †681 után           |                                              |
| 63.                   | Theophanész                       | 681 – †687                     |                                              |
| 64.                   | Sebestyén (Szebasztianosz)        | 687 – †690                     |                                              |
| 65.                   | II. György (Géórgiosz)            | 690 – †695                     |                                              |
| 66.                   | II. Sándor (Alexandrosz)          | 695 – †702                     |                                              |
| Interregnum 702 – 742 |                                   |                                |                                              |
| 67.                   | IV. István (Sztéphanosz)          | 742 – †744                     |                                              |
| 68.                   | Theophülaktosz                    | 744 – †751                     |                                              |
| 69.                   | I. Teodór (Theodórosz)            | 751 – †797                     |                                              |
| 70.                   | III. János (Jóannész)             | 797 – †810                     | A 800-as évektől bizonytalanok az adatok.    |
| 71.                   | I. Jób                            | 810 – †826                     |                                              |
| 72.                   | I. Miklós (Nikolaosz)             | 826 – †834                     |                                              |
| 73.                   | I. Simeon (Szümeón)               | 834 – †840                     |                                              |
| 74.                   | I. Illés (Iliász)                 | 840 – †852                     |                                              |
| 75.                   | I. Teodóz (Theodóziosz)           | 852 – †860                     |                                              |
| 76.                   | II. Miklós (Nikolaosz)            | 860 – †879                     |                                              |
| 77.                   | I. Mihály (Mikhaél)               | 879 – †890                     |                                              |
| 78.                   | Zakariás                          | 890 – †902                     |                                              |
| 79.                   | III. György (Géórgiosz)           | 902 – †917                     |                                              |
| 80.                   | II. Jób                           | 917 – †939                     |                                              |
| 81.                   | I. Kristóf (Khrisztophorosz)      | 960 – †969                     | A 960-as évek előtt bizonytalanok az adatok. |
| 82.                   | Eusztratiosz                      | 969 – †969 novembere/decembere |                                              |
| 83.                   | II. Teodór (Theodórosz)           | 970 – †976. május 29.          |                                              |
| Interregnum 976 – 978 |                                   |                                |                                              |
| 84.                   | Agapiosz                          | 978 – †996 szeptembere         |                                              |
| 85.                   | IV. János (Jóannész)              | 996 – †1000                    |                                              |

## 1000–1500
| N    | Antiochiai pátriárka          | Hivatali idő | Megjegyzés |
| ---- | ----------------------------- | ------------ | ---------- |
| 86.  | III. Miklós (Nikolaosz)       | 1000 – †1003 |            |
| 87.  | II. Illés (Iliász)            | 1003 – †1010 |            |
| 88.  | IV. György (Géórgiosz)        | 1010 – †1015 |            |
| 89.  | II. Makariosz                 | 1015 – †1023 |            |
| 90.  | Eleutheriosz                  | 1023 – †1028 |            |
| 91.  | III. Péter (Petrosz)          | 1028 – †1051 |            |
| 92.  | V. János (Jóannész)           | 1051 – †1062 |            |
| 93.  | Aemilianosz                   | 1062 – †1075 |            |
| 94.  | II. Teodóz (Theodóziosz)      | 1075 – †1084 |            |
| 95.  | Niképhorosz                   | 1084 – †1090 |            |
| 96.  | VI. János (Jóannész)          | 1090 – †1155 |            |
| 97.  | VII. János (Jóannész)         | 1155 – †1159 |            |
| 98.  | I. Euthümiosz                 | 1159 – †1164 |            |
| 99.  | III. Makariosz                | 1164 – †1166 |            |
| 100. | I. Atanáz (Athanasziosz)      | 1166 – †1180 |            |
| 101. | III. Teodóz (Theodóziosz)     | 1180 – †1182 |            |
| 102. | III. Illés (Iliász)           | 1182 – †1184 |            |
| 103. | II. Kristóf (Khrisztophorosz) | 1184 – †1185 |            |
| 104. | IV. Teodór (Theodórosz)       | 1185 – †1189 |            |
| 105. | I. Joachim                    | 1199 – †1219 |            |
| 106. | I. Dorotheosz                 | 1219 – †1245 |            |
| 107. | II. Simeon (Szümeón)          | 1245 – †1268 |            |
| 108. | II. Euthümiosz                | 1268 – †1269 |            |
| 109. | IV. Teodóz (Theodóziosz)      | 1269 – †1276 |            |
| 110. | V. Teodóz (Theodóziosz)       | 1276 – †1285 |            |
| 111. | Arzén (Arszéniosz)            | 1285 – †1293 |            |
| 112. | Dénes (Dionüsziosz)           | 1293 – †1308 |            |
| 113. | I. Márk (Markosz)             | 1308 – †1342 |            |
| 114. | II. Ignác (Ignátiosz)         | 1342 – †1386 |            |
| 115. | Pakhomiosz                    | 1386 – †1393 |            |
| 116. | Nilus (Neilosz)               | 1393 – †1401 |            |
| 117. | II. Mihály (Mikhaél)          | 1401 – †1411 |            |
| 118. | II. Joachim                   | 1411 – †1426 |            |
| 119. | II. Márk (Markosz)            | 1426 – †1436 |            |
| 120. | II. Dorotheosz                | 1436 – †1454 |            |
| 121. | III. Mihály (Mikhaél)         | 1454 – †1476 |            |
| 122. | III. Márk (Markosz)           | 1476 – †1476 |            |
| 123. | III. Joachim                  | 1476 – †1483 |            |
| 124. | III. Gergely (Grégóriosz)     | 1483 – †1497 |            |
| 125. | III. Dorotheosz               | 1497 – †1523 |            |

## 1500–2000
| N                       | Antiochiai pátriárka                       | Hivatali idő                   | Megjegyzés                    |
| ----------------------- | ------------------------------------------ | ------------------------------ | ----------------------------- |
| 126.                    | IV. Mihály (Mikhaél)                       | 1523 – †1541                   |                               |
| 127.                    | IV. Dorotheosz                             | 1541 – †1543                   |                               |
| 128.                    | IV. Joachim                                | 1543 – †1576                   |                               |
| 129.                    | V. Mihály (Mikhaél)                        | 1577 – †1581                   |                               |
| 130.                    | V. Joachim                                 | 1581 – †1593                   |                               |
| 131.                    | VI. Joachim                                | 1593 – †1604                   |                               |
| 132.                    | V. Dorotheosz                              | 1604 – †1611                   |                               |
| 133.                    | II. Atanáz (Athanasziosz)                  | 1611 – †1619                   |                               |
| 134.                    | III. Ignác (Ignátiosz)                     | 1619 – †1634                   |                               |
| 135.                    | III. Euthümiosz (*1572)                    | 1634 – †1635. január 1.        |                               |
| 136.                    | IV. Euthümiosz                             | 1635 – †1647. október 11.      |                               |
| 137.                    | III. Makariosz                             | 1647 – †1672. június 12.       |                               |
| 138.                    | Neophütosz                                 | 1673 – 1682, †1686             |                               |
| 139.                    | III. Atanáz (Athanasziosz, *1647)          | 1685 – 1694, ld. alább         |                               |
| 140.                    | II. Cirill (Kürillosz, *1655 k.)           | 1694 – †1720                   |                               |
| 139.                    | III. Atanáz (2x)                           | 1720 – †1724. augusztus 5.     |                               |
| 141.                    | Szilveszter                                | 1724 – †1766                   |                               |
| 142.                    | Philemon                                   | 1766 – †1767. július 16.       |                               |
| 143.                    | Dániel                                     | 1767 – †1791. december 26.     |                               |
| 144.                    | Anthemiosz                                 | 1791 – †1813. augusztus 1.     |                               |
| 145.                    | Szeráfim                                   | 1813 – †1823. március 3.       |                               |
| 146.                    | Metód (*1771)                              | 1823 – †1850. július 6.        |                               |
| 147.                    | Jerótheosz (*1800)                         | 1850 – †1885. március 25.      |                               |
| 148.                    | Geraszimosz (*1839)                        | 1885 – 1891, †1897. február 9. | Később jeruzsálemi pátriárka. |
| 149.                    | Szpüridón (*1839)                          | 1891 – 1898, †1921             |                               |
| 150.                    | Meletiosz (*1837)                          | 1899 – †1906. február 21.      |                               |
| 151.                    | IV. Gergely (Grégóriosz, *1859. július 1.) | 1906 – †1928. december 12.     |                               |
| Interregnum 1928 – 1931 |                                            |                                |                               |
| 152.                    | III. Sándor (Alexandrosz, *1869. május 9.) | 1931 – †1958. június 17.       |                               |
| 153.                    | VI. Teodóz (Theodóziosz, *1887)            | 1958 – †1970. szeptember 19.   |                               |
| 154.                    | IV. Illés (Iliász, *1914)                  | 1970 – †1979. június 21.       |                               |
| 155.                    | IV. Ignác (Ignátiosz, *1920. április 4.)   | 1979 – †2012. december 5.      |                               |

## 2000–
| N    | Antiochiai pátriárka                  | Hivatali idő    | Megjegyzés |
| ---- | ------------------------------------- | --------------- | ---------- |
| 156. | X. János (Jóannész, *1955. január 1.) | 2012 – napjaink |            |

## Fordítás
- Ez a szócikk részben vagy egészben  a(z)   Список Антиохийских патриархов című orosz Wikipédia-szócikk fordításán alapul.  Az eredeti cikk szerkesztőit annak laptörténete sorolja fel. Ez a jelzés csupán a megfogalmazás eredetét és a szerzői jogokat jelzi, nem szolgál a cikkben szereplő információk forrásmegjelöléseként.
- Ez a szócikk részben vagy egészben  a   List of Greek Orthodox Patriarchs of Antioch című angol Wikipédia-szócikk fordításán alapul.  Az eredeti cikk szerkesztőit annak laptörténete sorolja fel. Ez a jelzés csupán a megfogalmazás eredetét és a szerzői jogokat jelzi, nem szolgál a cikkben szereplő információk forrásmegjelöléseként.
- Ez a szócikk részben vagy egészben  a   Liste des patriarches orthodoxes d'Antioche című francia Wikipédia-szócikk fordításán alapul.  Az eredeti cikk szerkesztőit annak laptörténete sorolja fel. Ez a jelzés csupán a megfogalmazás eredetét és a szerzői jogokat jelzi, nem szolgál a cikkben szereplő információk forrásmegjelöléseként.